# Barra (Bahia)
Barra is een gemeente in de Braziliaanse deelstaat Bahia. De gemeente telt 51.092 inwoners (schatting 2022).

## Geografie

### Aangrenzende gemeenten
De gemeente grenst aan Buritirama, Cotegipe, Ibotirama, Mansidão, Morpará, Muquém de São Francisco, Pilão Arcado, Wanderley en Xique-Xique.

### Hydrografie
De plaats ligt aan de rivier São Francisco waar de Rio Grande hierin uitmondt.

## Religie
De plaats is de zetel van het rooms-katholieke bisdom Barra.

## Verkeer en vervoer
De plaats ligt aan de wegen BA-160 en BA-161.

## Geboren
- João Maurício Wanderley (1815-1889), premier van Brazilië